# Guatuso (canton)
Pour les articles homonymes, voir Guatuso.
Le canton de Guatuso est une subdivision administrative du Costa Rica appartenant à la province d'Alajuela. Il couvre une superficie de 758,32 km2, pour une population de 13 045 habitants. Le chef-lieu du canton est la ville de San Rafael. Il porte le nom de la tribu indigène qui peuplait la région à l'origine.

## Composition
Le canton de Guatuso est divisé en 3 districts :
| Code Inec | District          | Population (2000) | Densité (hab./km²) | Superficie |
| --------- | ----------------- | ----------------- | ------------------ | ---------- |
| 21501     | San Rafael        | 6 611             |                    |            |
| 21502     | Buenavista        | 5 452             |                    |            |
| 21503     | Cote              | 982               |                    |            |
|           | Canton de Guatuso | 13 045            | 17.2               | 758.32     |